# Adelges praecox
Adelges praecox är en insektsart. Adelges praecox ingår i släktet Adelges och familjen barrlöss. Inga underarter finns listade i Catalogue of Life.